# Satyrus carsicola
Satyrus carsicola är en fjärilsart som beskrevs av Hermann Stauder 1914. Satyrus carsicola ingår i släktet Satyrus och familjen praktfjärilar. Inga underarter finns listade.